# Nancy Millis
Nancy Fannie Millis AC MBE (10 de abril de 1922 - 29 de septiembre de 2012) fue una microbióloga australiana, que introdujo tecnologías de fermentación en Australia, y creó el primer curso para la enseñanza de microbiología aplicada en una universidad australiana.

## Biografía
Nancy Millis nació en Melbourne en 1922, fue la quinta hija de seis hermanos. Asistió a la escuela secundaria en el Merton Hall, una escuela primaria anglicana para niñas, pero tuvo que marcharse antes de terminar sus estudios cuando su padre tuvo un ataque al corazón. Asistió a la universidad de negocios, trabajó para un agente de aduanas y luego como técnico en el CSIRO. Millis se matriculó a tiempo parcial, le llevó dos años terminar sus estudios de secundaria. La Universidad de Melbourne rechazó su entrada al Bachelor of Science, sin embargo ella podría entrar al grado de ciencia agrícola, en 1945 se graduó con un BAgSc, y llegó a completar una maestría estudiando el organismo del suelo, Pseudomonas en 1946.
Millis viajó a Papúa Nueva Guinea con el Departamento de Asuntos Externos para enseñar a las mujeres los métodos agrícolas. Sin embargo, su destino fue interrumpido debido a una enfermedad grave y fue trasladada en helicóptero a un hospital de Brisbane. Después de recuperarse de su enfermedad, solicitó una Beca de Investigación de la Universidad de Brístol. Pasó tres años en Brístol trabajando en la fermentación de la sidra, y microorganismos que pueden afectar el proceso.
Cuando terminó su doctorado en 1951, Millis regresó a Australia, ella tenía la esperanza de trabajar para Carlton United Brewery, pero en ese momento no empleaban a mujeres en sus laboratorios. Se unió al Departamento de Microbiología de la Universidad de Melbourne en 1952, trabajó en período de prácticas y luego como profesora, creó el curso de Microbiología Aplicada en la Universidad. En 1954 Millis recibió una Beca de Viaje a Fulbright, fue a la Estación Marina Hopkins de la Universidad Stanford y trabajó con C B Van Neil, y luego al Instituto de Microbiología Aplicada de la Universidad de Tokio.
Millis fue Rectora de la Universidad La Trobe desde 1992 hasta su jubilación en 2006.

## Honores
Fue nombrada miembro de la Orden del Imperio Británico (MBE) en los Honores de Año Nuevo de 1977. Fue galardonada con el más alto honor civil de Australia, Compañera de la Orden de Australia (AC), en los Honores por el cumpleaños de la Reina en 1990.
Se le concedió la Medalla del Centenario el 1 de enero de 2001.
Murió el 29 de septiembre de 2012, a los 90 años.